# ルイ・ジョゼフ (ギーズ公)

ギーズ公ルイ・ジョゼフの紋章

ルイ・ジョゼフ・ド・ロレーヌ＝ギーズ（Louis Joseph de Lorraine-Guise, duc de Guise, 1650年8月7日 - 1671年7月30日）は、フランスの貴族。ギーズ公およびジョワイユーズ公。

## 生涯
ジョワイユーズ公ルイとその妻でアングレーム公ルイ・エマニュエルの娘であるフランソワーズ・ド・ヴァロワの間の長男として、オテル・ド・ギーズ（現在のオテル・ド・スービーズ）で生まれた。母はフランス王シャルル9世の庶系の曾孫にあたる。父を4歳で亡くし、母も精神病のために修道院に幽閉されていたため、伯母で後見人のマリー（ギーズ姫）の手許で養育された。1664年に伯父のギーズ公アンリ2世が死ぬと、ギーズ公爵家の当主となった。
1667年6月15日、サン＝ジェルマン＝アン＝レーにおいてオルレアン公ガストンの娘エリザベート・マルグリット・ドルレアンと結婚した。妻がフランス王家の一員であるのに対し、ルイ・ジョゼフの身分は単なる「プランス・エトランジェ（prince étranger、外国王侯の分家筋）」に過ぎないため、身分違いの結婚に近い形となり、ルイ14世の宮廷の儀礼においては公爵と公爵夫人の間には大きな扱いの差がつけられた 。ルイ・ジョゼフはルイ14世の厚遇を受け、閲兵式で国王の傍に立つ特権を与えられていた。
1671年の初夏、訪問先のイングランド王チャールズ2世の宮廷から帰国して間もなく天然痘に罹り、急死した。遺骸は先祖の眠るジョアンヴィル（シャンパーニュ＝アルデンヌ地域圏オート＝マルヌ県）に葬られたが、心臓のみは抜き取られてパリのサン・ピエール・ド・モンマルトル教会に安置された。公爵家の家督は一人息子のフランソワ・ジョゼフ（1670年 - 1675年）が継いだ。

## 関連項目

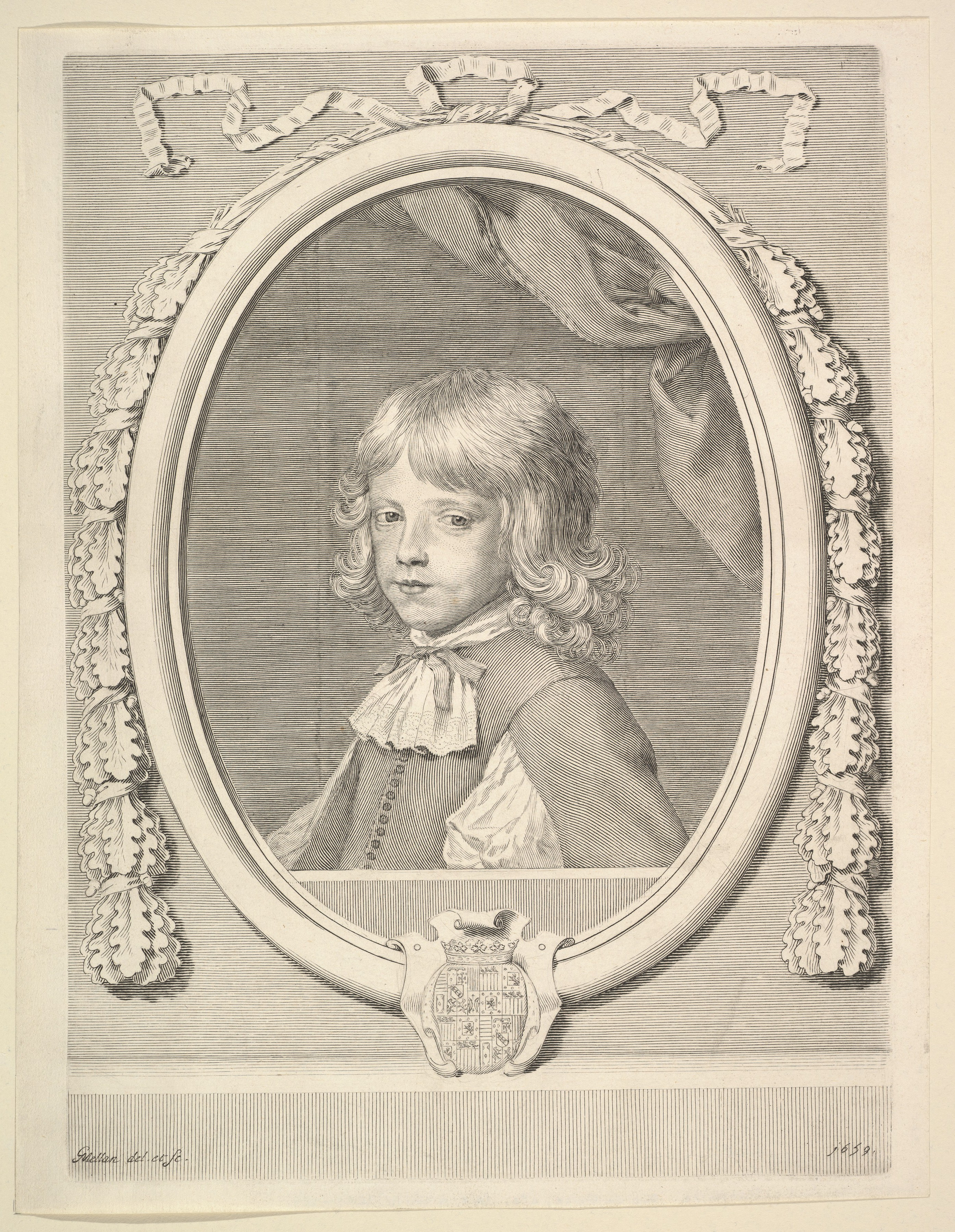
幼年のルイ・ジョゼフ